# Педра-Лаврада
Педра-Лаврада (порт. Pedra Lavrada) — муниципалитет в Бразилии, входит в штат Параиба. Составная часть мезорегиона Борборема. Входит в экономико-статистический  микрорегион Серидо-Ориентал-Параибану. Население составляет 6573 человека на 2006 год. Занимает площадь 351,688 км². Плотность населения — 18,7 чел./км².

## Статистика
- Валовой внутренний продукт на 2003 год составляет 13 713 922,00 реалов (данные: Бразильский институт географии и статистики).
- Валовой внутренний продукт на душу населения на 2003 год составляет 2080,07 реалов (данные: Бразильский институт географии и статистики).
- Индекс развития человеческого потенциала на 2000 год составляет 0,581 (данные: Программа развития ООН).